# Mock the Week
Mock the Week is een Britse panelquiz die gepresenteerd werd door Dara Ó Briain. Het werd door productiemaatschappij Angst Productions gemaakt voor BBC Two, waar het voor het eerst werd uitgezonden op 5 juni 2005. In 2007 trok elke aflevering zo'n 3,5 miljoen kijkers.
De serie werd bedacht door Dan Patterson en Mark Leveson, die ook verantwoordelijk waren voor het improvisatietheaterprogramma Whose Line Is It Anyway?, de serie waarop De Lama's gebaseerd is. Mock the Week werd wel gezien als een kruising tussen Whose Line en Have I Got News For You, het Britse origineel van Dit was het nieuws. De intromuziek was "News of the World", een nummer van The Jam.
Eind 2022 kwam er na 17 jaar, 245 afleveringen (inclusief compilaties) en ruim 130 panelleden een eind aan het programma.

## Concept
In het programma moeten de twee panels zo veel mogelijk punten zien te scoren door vragen te beantwoorden over het nieuws van de afgelopen week, hoewel de vragen en spellen vooral een inleiding zijn voor geïmproviseerde stand-upcomedy, en niet zozeer tot serieuze competitie leiden. Vaak gebeurt het dat alleen de leden van hetzelfde team in een ronde spelen, en eindigt presentator Ó Briain met "points for everyone".

## Teams
Er zijn twee teams van drie komieken, met Hugh Dennis en Chris Addison aan de ene kant en Andy Parsons aan de andere. Elk team wordt gecompleteerd door wisselende gasten. Parsons is officieel vast lid vanaf seizoen 3 en Addison sinds het 10e seizoen. In voorgaande seizoenen waren zij al regelmatig te gast.
In seizoen 1 en 2 was Rory Bremner vaste gast met twee gasten in zijn team. Van seizoen 1 tot en met 7 was Frankie Boyle vaste gast in Hugh Dennis' team. Van seizoen 4 tot en met 9 was Russell Howard vast lid van het team van Andy Parsons.

## Rondes
Dit zijn de rondes die het vaakst voorkomen in Mock the Week.

### Headliners
Deze ronde wordt door alle spelers gespeeld. Een foto verschijnt van een beroemdheid die in het nieuws is geweest, met daarbij initialen van een krantenkop. De teamleden moeten dan raden waar die initialen voor staan, dus wat de krantenkop was. De ronde wordt meestal gewonnen door Andy Parsons.

### Between the lines
Dit spel vindt plaats in de Press Pit, een soort lessenaar naast de plek waar Dennis zit. Een speler probeert iemand te imiteren die die week in het nieuws was en een persconferentie geeft. De andere speler vertelt wat die persoon eigenlijk wil zeggen.

### Newsreel
Deze ronde wordt gespeeld door een speler van elk van de teams. Een nieuwsreportage wordt afgespeeld zonder geluid. De spelers moeten ondertussen vertellen wat de personen in beeld zeggen, hoewel het in de praktijk vaak nauwelijks te maken heeft met wat er echt gebeurt. De beste individuele speler wint.

### Spinning the news
Deze ronde wordt gespeeld in de Performance Area. Er is een "Random News Generator" met verschillende onderwerpen. Een onderwerp (bijvoorbeeld de Olympische Spelen, de politie, Schotland) wordt willekeurig gekozen, en de spelers bieden zich aan als vrijwilliger om hierover een stuk stand-upcomedy te laten zien.
Vanaf het tweede seizoen kreeg deze ronde steeds een andere naam, vaak gerelateerd aan een gebeurtenis in het nieuws, bijvoorbeeld "Harry Potter and the Wheel of News".

### If this is the answer, what is the question?
Dit spel wordt door alle panelleden gespeeld. Er worden zes categorieën aangeboden aan een van de spelers. Die kiest er een, en er verschijnt een antwoord op een vraag. Alle spelers moeten raden welke vraag aan dit antwoord vooraf moet gaan.

### Scenes we'd like to see
Dit is meestal de laatste ronde. Alle spelers gaan naar de Performance Area. Hier komt op een scherm een "scenario" te staan, waarna ze een suggestie moeten doen voor als dit ooit zou gebeuren. Onderwerpen zijn geweest "Dingen die de koningin nooit zou zeggen" en "Onwaarschijnlijke zinnen uit het laatste Harry Potter-boek".
Dit spel lijkt erg op "Scenes from a hat" uit de Britse en Amerikaanse versies van Whose Line Is It Anyway?, waarin hetzelfde gedaan wordt, behalve dat de suggesties voor scenario's willekeurig uit een hoge hoed getrokken worden.